# Liczby algebraiczne
Liczby algebraiczne – liczby rzeczywiste (ogólniej zespolone), będące pierwiastkami pewnego niezerowego wielomianu o współczynnikach wymiernych (a więc i całkowitych).
Dowodzi się, że dla każdej liczby algebraicznej {\displaystyle \alpha } istnieje wielomian nierozkładalny nad {\displaystyle \mathbb {Q} ,} którego pierwiastkiem jest {\displaystyle \alpha .} Stopień tego wielomianu nazywamy stopniem liczby {\displaystyle \alpha .}
Zbiór liczb algebraicznych tworzy ciało. W 1882 Ferdinand Lindemann dowiódł, że liczba π nie jest algebraiczna, czyli jest przestępna, i tym samym udowodnił, że kwadratura koła nie jest możliwa.

## Przykłady
- Każda liczba wymierna {\displaystyle {\tfrac {p}{q}}} jest liczbą algebraiczną stopnia 1, bo jest pierwiastkiem wielomianu nierozkładalnego {\displaystyle qx-p.}
- Liczba {\displaystyle {\sqrt {2}}} jest liczbą algebraiczną stopnia 2, bo jest pierwiastkiem wielomianu {\displaystyle x^{2}-2.}